# Beuves d'Aigremont
Pour les articles homonymes, voir Aigremont.
Beuves d'Aigremont est à la fois le nom d'un personnage de la Chanson des quatre fils Aymon, et le titre d'un épisode de cette même chanson, centré autour du personnage.  
Beuves est le frère du duc Aymon, et donc l'oncle des quatre fils Aymon (dont Renaud). C'est aussi le père de l'enchanteur Maugis, comme le rappelle la Chanson de Maugis d'Aigremont. 

## Histoire fictive
Le duc Beuves d'Aigremont (ou Aygremont, selon la graphie la plus ancienne), invité avec les autres vassaux à la cour du roi Charlemagne, refuse de s'y rendre et fait tuer les messagers chargés de lui rappeler son devoir, y compris le propre fils de Charlemagne, Lohier. Le roi lui déclare la guerre pour son insubordination, désireux de venger son fils. Il rassemble son armée et engage le combat, mais l'issue du conflit est indécise. Charlemagne accepte de pardonner Beuves et ses trois frères qui lui viennent en aide (parmi lesquels le duc Aymon de Dordone, ou Dordonne) s'ils acceptent leurs devoirs de vassaux. Une famille de traîtres partisans de Charlemagne (Ganelon, Fouques de Morillon et Grifon d'Autefeuille) fait toutefois tuer le duc d'Aigremont par traîtrise, acte pour lequel Charlemagne les remercie. La paix finit par se rétablir entre Charlemagne et la famille Aymon mais Maugis, fils de Beuves, nourrit désormais un fort ressentiment contre le roi des Francs,.

## L'épisode de Beuves d'Aigremont dans la Chanson des quatre fils Aymon
Le « Beuves d'Aigremont », qui introduit l'histoire des quatre fils Aymon, semble en être la partie la plus ancienne. Il présente le duc Aymon et ses fils, et montre déjà la nature perfide de Charlemagne, qui récompense les traîtres meurtriers de Beuves. Cette partie comporte aussi des imperfections littéraires, certainement dues à son ancienneté et à sa rédaction par de nombreux trouvères différents. Ferdinand Castets pense que les premiers Mérovingiens, notamment Chilpéric et ses fils, en sont la source d'inspiration.